# Municipio de Mazatlán Villa de Flores
El municipio de Mazatlán Villa de Flores es uno de los 570 municipios que conforman al estado mexicano de Oaxaca. Pertenece al distrito de Teotitlán, en la Región Sierra de Flores Magón. Su cabecera es la localidad de Mazatlán Villa de Flores.

## Historia
El 22 de diciembre de 1927 el municipio es renombrado como Mazatlán de Flores, anteriormente era llamado San Cristóbal Mazatlán. El 15 de diciembre de 1942 vuelve a cambiar su nombre, adoptando su denominación actual: Mazatlán Villa de Flores.

## Geografía
El municipio abarca 176.72 km² y se encuentra a una altitud promedio de 1140 m s. n. m., oscilando entre los 300 y los 2500 m s. n. m.
Colinda al norte con el municipio de San Lucas Zoquiápam, al noreste con el municipio de Huautla de Jiménez, al este con el municipio de Huautepec y el municipio de Santa Ana Cuauhtémoc; al sur limita con el municipio de Cuyamecalco Villa de Zaragoza y con el municipio de San Juan Bautista Cuicatlán y al oeste con el municipio de Santa María Tecomavaca y el municipio de San Juan de los Cués.

## Demografía
De acuerdo al último censo, realizado por el INEGI en 2010, en el municipio habitan 13 435 personas.